# 21 Jump Street
A 21 Jump Street egy amerikai tévésorozat, amit öt év alatt tizenhét rendező készített. A történet főszereplője Tom Hanson, akit Johnny Depp alakít. 1987-től 1991-ig adták az amerikai tévékben. A televíziós sorozatból 2012-ben mozifilm is készült 21 Jump Street – A kopasz osztag címmel.

## Történet
Tom Hanson (Johnny Depp), az akadémia friss végzőse járőrkocsiba kerül. Először kell szembesülnie azzal, hogy fiatal kinézete miatt senki sem veszi komolyan, legfőképpen a bűnözők nem. Szerencse a szerencsétlenségben, hogy Richard Jenko kapitány (Frederic Forrest) a középiskolákban elharapózó bűnözés megfékezésére a Hansonhoz hasonló fiatalokból egy speciális egységet akar létrehozni, akik – épp fiatalos kinézetüknek köszönhetően – beolvadnak a diákok közé. Persze először a tisztes polgári ruhatárat kell lecserélni az 1980-as évek végére jellemző divatos ruhákra: bőrdzseki, feltűrt ujjú póló, szakadt farmer, láncok, fülbevaló és a fodrászat alapszabálya: rengeteg zselé. Ezeknek a fiataloknak a feladata megakadályozni a gyilkosságokat, a drogkereskedelmet, a gyermekmolesztálást, a rasszizmust, a hajléktalanságot és a tinédzserkori terhességet.

## Szereplők
- Johnny Depp – Tom Hanson
- Holly Robinson – Judy Hoffs
- Dustin Nguyen – Harry Truman
- Peter DeLuise – Douglas Penhall
- Frederic Forrest – Richard Jenko kapitány
- Steven Williams – Adam Fuller kapitány
- Richard Grieco – Dennis Booker
- Michael DeLuise – Joseph Penhall
- Sal Jenco – Sal Banducci
- Michael Bendetti – Anthony McCann

## Epizódlista

### 1. évad
1. 21 Jump Street (1. rész) (más címen Jump Street Chapel 1. rész; 1987. április 12.)
2. 21 Jump Street (2. rész) (más címen Jump Street Chapel 2. rész; 1987. április 12.)
3. America, What a Town (1987. április 19.)
4. Don't Pet the Teacher (1987. április 26.)
5. My Future's So Bright, I Gotta Wear Shades (1987. május 3.)
6. The Worst Night of Your Life (1987. május 10.)
7. Gotta Finish the Riff (1987. május 17.)
8. Bad Influence (1987. május 24.)
9. Blindsided (1987. május 31.)
10. Next Generation (1987. június 7.)
11. Low and Away (más címen Running on Ice; 1987. június 14.)
12. Blown to 35 (1987. június 21.)
13. Mean Streets and Pastel Houses (1987. június 28.)

### 2. évad
1. In the Custody of a Clown (1987. szeptember 20.)
2. Besieged (1) (1987. szeptember 27.)
3. Besieged (2) (1987. október 4.)
4. Two For the Road (1987. október 11.)
5. After School Special (1987. október 18.)
6. Higher Education (1987. október 25.)
7. Don't Stretch the Rainbow (1987. november 1.)
8. Honor Bound (1987. november 8.)
9. You Ought to Be in Prison (1987. november 15.)
10. How Much is That Body in the Window? (1987. november 22.)
11. Christmas in Saigon (1987. december 20.)
12. Fear and Loathing with Russell Buckins (más címen Doin' The Quarter Mile In a Lifetime; 1987. december 27.)
13. A Big Disease With a Little Name (1988. február 7.)
14. Chapel of Love (február 14.)
15. I'm OK- You Need Work (1988. február 21.)
16. Orpheus 3.3 (más címen The Convenience Killer; 1988. február 28.)
17. Champagne High (1988. március 6.)
18. Brother Hanson & the Miracle of Renner's Pond (1988. március 13.)
19. Raising Marijuana (1988. április 17.)
20. Best Years Of Your Life (1988. május 1.)
21. Cory and Dean Got Married (1988. május 8.)
22. School's Out (1988. május 22.)

### 3. évad
1. Fun with Animals (1988. november 6.)
2. Slippin' Into Darkness (más címen Date With an Angel;[4] 1988. november 13.)
3. The Currency We Trade In (1988. november 20.)
4. Coach of the Year (1988. november 27.)
5. Whose Choice is it Anyways? (1988. december 11.)
6. Hell Week (1988. december 18.)
7. The Dragon and the Angel (1989. január 15.)
8. Blu Flu (1989. január 29.)
9. Swallowed Alive (1989. február 5.)
10. What About Love? (1989. február 12.)
11. Woolly Bullies (1989. február 19.)
12. The Dreaded Return of Russell Buckins (1989. február 26.)
13. A.W.O.L. (1989. március 19.)
14. Nemesis (1989. március 26.)
15. Fathers and Sons (1989. április 9.)
16. High High (1989. április 23.)
17. Blinded by the Thousand Points of Light (1989. április 30.)
18. Next Victim (1989. május 7.)
19. Loc'd Out (1. rész) (más címen Partners (1. rész); 1989. május 14.)
20. Loc'd Out (2. rész) (más címen Partners (2. rész); 1989. május 21.)

### 4. évad
1. Draw the Line (1989. szeptember 18.)
2. Say It Ain't So, Pete (1989. szeptember 25.)
3. Eternal Flame (1989. október 2.)
4. Come from the Shadows (1989. október 9.)
5. God is a Bullet (1989. október 16.)
6. Old Haunts in a New Age (1989. október 30.)
7. Out of Control (1989. november 6.)
8. Stand by Your Man (1989. november 13.)
9. Mike's P.O.V. (1989. november 20.)
10. Wheels and Deals, 2. rész (1989. november 27.; Az első részt a Booker sorozatban sugározták)
11. Parental Guidance Suggested (1989. december 4.)
12. Things We Said Today (1989. december 18.)
13. Research and Destroy (1990. január 8.)
14. A Change of Heart (1990. január 15.)
15. Back from the Future (1990. január 29.)
16. 2245 (1990. február 5.)
17. Hi Mom (1990. február 12.)
18. Awomp-Bomp-Aloobomb, Aloop Bamboom (1990. február 19.)
19. La Bizca (1990. február 26.)
20. Last Chance High (1990. március 19.)
21. Unfinished Business (1990. április 9.)
22. Shirts and Skins (más címen A New Breeze Blowing; 1990. április 30.)
23. How I Saved the Senator (1990. május 7.)
24. Rounding Third (1990. május 14.)
25. Everyday is Christmas (1990. május 21.)
26. Blackout (más címen Business as Usual; 1990. június 18.)

### 5. évad
1. Tunnel of Love (1990. október 13.)
2. Back to School (1990. október 20.)
3. Buddy System (1990. október 27.)
4. Poison (1990. november 3.)
5. Just Say No! High (1990. november 10.)
6. Brothers (1990. november 17.)
7. This Ain't No Summer Camp (1990. november 24.)
8. The Girl Next Door (1990. december 1.)
9. Diplomas for Sale (1990. december 8.)
10. Number One with a Bullet (1990. december 22.)
11. Equal Protection (1991. január 5.)
12. The Education of Terry Carver (1991. január 14.)
13. Baby Blues (1991. január 21.)
14. Film at Eleven (1991. február 9.)
15. In the Name of Love (1991. február 16.)
16. Cop Love (más címen Coppin' Out; 1991. február 23.)
17. Under The Influence (1991. március 23.)
18. Crossfire (1991. március 30.)
19. Wasted (1991. április 6.)
20. Bad Day at Eagle Rock (más címen Bad Day at Blackburn; 1991. április 13.)
21. Homegirls (1991. április 20.)
22. Second Chances (1991. április 27.)

## Külső hivatkozások
- FilmKatalogus.hu (magyarul)
- IMDb (angolul)